# Renée Adorée
Renée Adorée, nata Jeanne de La Fonte (Lilla, 30 settembre 1898 – Palm Springs, 5 ottobre 1933), è stata un'attrice francese naturalizzata statunitense.

## Biografia
Nata con il nome di Jeanne de La Fonte a Lilla, Francia, da genitori che lavoravano nel circo, a cinque anni si esibiva negli spettacoli circensi. A dieci anni cominciò a recitare in produzioni minori, girando l'Europa con la sua troupe. A diciotto anni, lasciò il circo e trovò lavoro a Parigi alle Folies Bergère. Vi stette per un anno per poi andare in Australia. A Sydney conobbe Claude Fleming, attore e regista di cinema che le fece girare il suo primo film e uno dei primi film australiani, 500 Pounds Reward. Ritornata in Europa, a Londra danzò nei teatri del West End. Da Londra emigrò negli Stati Uniti e arrivò a New York dove continuò a lavorare a teatro, in tournée con una rivista musicale, Oh! What a Girl. Arrivata in California, a Los Angeles, in visita a Hollywood fu notata dal regista Raoul Walsh che le offrì una parte in The Strongest. Nel 1920, cambiando il nome in Renée Adorée, apparve così nel suo primo film hollywoodiano.

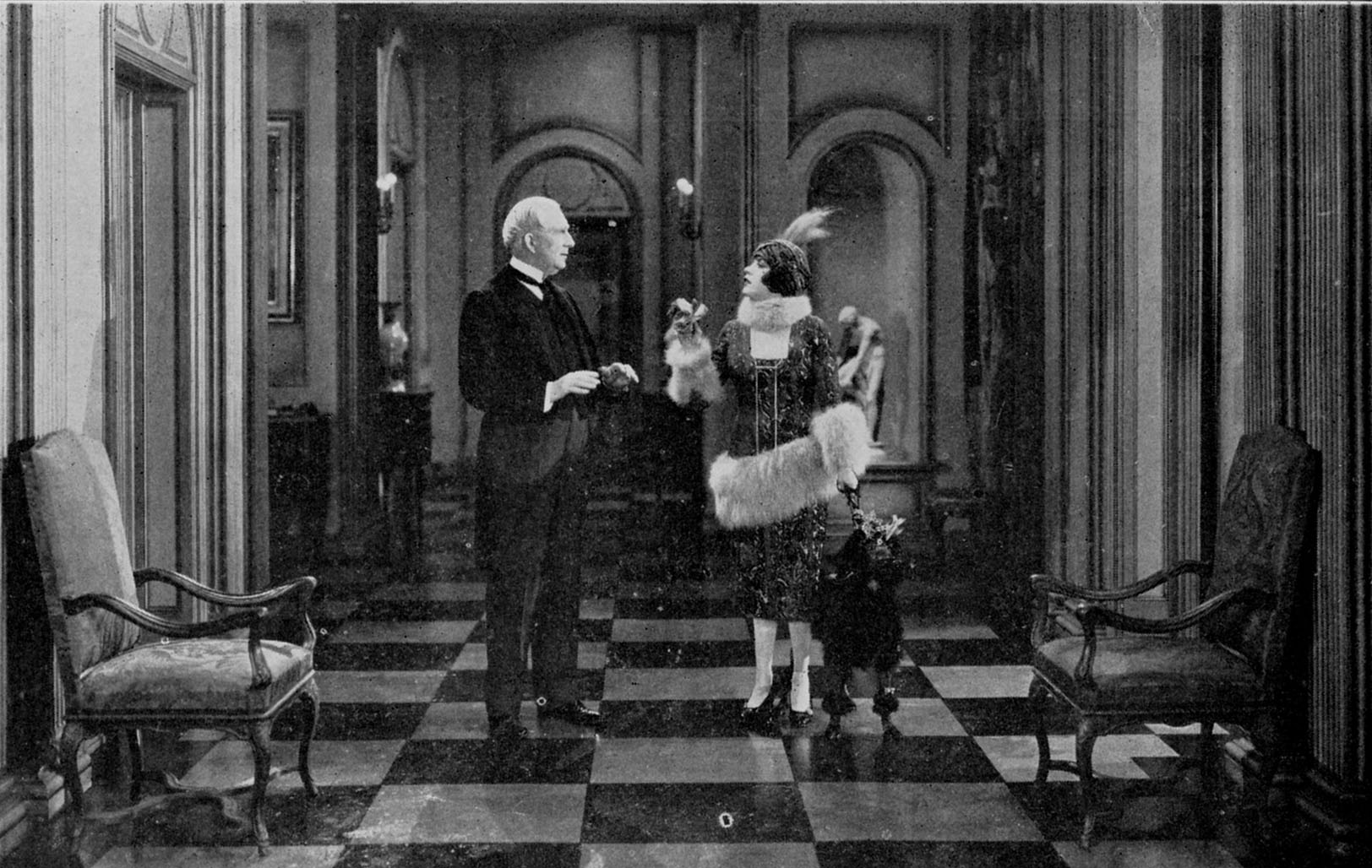
Renée Adoreée e Alec B. Francis in Il trionfo dell'onestà

Il giorno di Capodanno del 1921, conobbe a New York Tom Moore (1883-1955), più vecchio di lei di quindici anni. Con i fratelli Matt, Owen e Mary, era uno degli attori più famosi di Hollywood. A sei settimane dall'incontro, il 21 febbraio 1921, i due si sposarono nella casa dell'attore a Beverly Hills. Il matrimonio durò solo pochi anni. Dopo il divorzio, Renée Adorée si sposò una seconda volta con Sherman Gill. Malgrado la sua piccola statura, il cinema usò sempre più spesso la sua sensuale bellezza e i suoi occhi penetranti. Il suo ruolo più famoso è quello di Melisande nel film melodrammatico La grande parata (1925), che diventò uno dei più grandi successi della MGM e che è annoverato tra i capolavori dell'era del muto. Accanto a Adorée, il protagonista del film era John Gilbert, una delle più grandi star del cinema muto.
Con l'avvento del sonoro, Adorée fu una delle fortunate che non dovette interrompere la carriera cinematografica a causa della voce; girò film con Lon Chaney, Owen Moore (l'ex-cognato) e con la star latina Ramón Novarro. Alla fine del 1930 aveva recitato in 45 film, di cui gli ultimi 4 parlati. Dovette ritirarsi dall'industria cinematografica poiché le era stata diagnosticata la tubercolosi; contro il parere medico, portò a termine il suo ultimo film, Call of the Flesh, con Novarro. Venne ricoverata a Prescott, Arizona, dove rimase per due anni con conseguenti problemi psichici.
Nell'aprile del 1933 venne dimessa dalla clinica, potendo in teoria tornare alla sua carriera cinematografica. Quasi immediatamente peggiorò: la sua salute diminuiva giorno dopo giorno. Fu allontanata dalla sua casa a Tajunga Hills e portata al Sunland Health Resort nel settembre del 1933; morì qui, poco dopo il suo trentacinquesimo compleanno, il 5 ottobre 1933. È sepolta nel Hollywood Forever Cemetery, in California. Il patrimonio fu valutato a 2 429 dollari; la sola erede era Victoria Adorée, madre dell'artista, che viveva a Londra. Non fu trovato alcun testamento.

## Riconoscimenti
Per il suo contributo all'industria del cinema, Renée Adorée ha una stella sulla Hollywood Walk of Fame al 1601 di Vine Street.

## Filmografia
- 500 Pounds Reward, regia di Claude Fleming (1918)
- Il più forte (The Strongest), regia di Raoul Walsh (1920)
- Made in Heaven, regia di Victor Schertzinger (1921)
- A Self-Made Man, regia di Rowland V. Lee (1922)
- West of Chicago, regia di Scott R. Dunlop, C.R. Wallace (1922)
- Honor First, regia di Jerome Storm (1922)
- Monte Cristo (The Count of Monte Cristo), regia di Emmett J. Flynn (1922)
- Mixed Faces, regia di Rowland V. Lee (1922)
- Sogni a occhi aperti (Daydreams), regia di Edward F. Cline, Buster Keaton (1922)
- The Six-Fifty, regia di Nat Ross (1923)
- Sotto la raffica (The Eternal Struggle), regia di Reginald Barker (1923)
- Women Who Give, regia di Reginald Barker (1924)
- A Man's Mate, regia di Edmund Mortimer (1924)
- Defying the Law, regia di Bertram Bracken (1924)
- The Bandolero, regia di Tom Terriss (1924)
- Scusatemi tanto! (Excuse Me), regia di Alf Goulding (1925)
- Il trionfo dell'onestà (Man and Maid), regia di Victor Schertzinger (1925)
- Parisian Nights, regia di Alfred Santell (1925)
- Exchange of Wives, regia di Hobart Henley (1925)
- La grande parata (The Big Parade), regia di King Vidor (1925)
- Il corvo (The Blackbird), regia di Tod Browning (1926)
- La Bohème, regia di King Vidor (1926)
- Il delizioso peccatore (Exquisite Sinner), regia di Josef von Sternberg e Phil Rosen (1926)
- Tin Gods, regia di Allan Dwan (1926)
- Blarney, regia di Marcel De Sano (1926)
- The Flaming Forest, regia di Reginald Barker (1926)
- Il padiglione delle meraviglie (The Show), regia di Tod Browning (1927)
- Heaven on Earth, regia di Phil Rosen (1927)
- Mister Wu (Mr. Wu), di William Nigh (1927)
- On Ze Boulevard, regia di Harry F. Millarde (1927)
- Back to God's Country, regia di Irvin Willat (1927)
- L'elegante scapestrato (A Certain Young Man), regia di Hobart Henley (1928)
- Amore di re (Forbidden Hours), regia di Harry Beaumont (1928)
- I cosacchi (The Cossacks), regia di George W. Hill (1928)
- The Michigan Kid, regia di Irvin Willat (1928)
- The Mating Call, regia di James Cruze (1928)
- The Spieler, regia di Tay Garnett (1928)
- L'ondata dei forti (Tide of Empire), regia di Allan Dwan (1929)
- L'isola del sole (The Pagan), regia di W.S. Van Dyke II (1929)
- Redenzione (Redemption), regia di Fred Niblo e, non accreditato, Lionel Barrymore (1930)
- Call of the Flesh, regia di Charles Brabin (1930)

## Film o documentari in cui appare Renée Adorée
- Maschere di celluloide (Show People), regia di King Vidor (1928)